# Dendrilla cruor
Dendrilla cruor är en svampdjursart som först beskrevs av Carter 1886.  Dendrilla cruor ingår i släktet Dendrilla och familjen Darwinellidae.
Artens utbredningsområde är Sydaustralien. Inga underarter finns listade i Catalogue of Life.